# Grünwies
Grünwies ist eine Ortschaft in der Katastralgemeinde und Marktgemeinde Bischofstetten, Niederösterreich.

## Geografie
Der Weiler Grünwies liegt einen Kilometer östlich von Bischofstetten und ist über die Landesstraße L5385 erreichbar. Am 1. Jänner 2024 zählte die Ortschaft 20 Einwohner.

## Geschichte
Im Franziszeischen Kataster von 1821 ist Grünwies mit mehreren Gehöften verzeichnet. Laut Adressbuch von Österreich waren im Jahr 1938 in Grünwies keine Gewerbetreibenden ansässig.